# Lucas Kåhed
Lucas Kåhed, né le 26 juillet 2002 à Säffle en Suède, est un footballeur suédois qui évolue au poste de milieu central à l'IFK Göteborg.

## Biographie

### En club
Né à Säffle en Suède, Lucas Kåhed commence le football au Säffle FF avant de rejoindre l'IFK Göteborg, où il poursuit sa formation. Il joue son premier match en professionnel lors d'une rencontre de championnat face à l'IK Sirius, le 11 juin 2023. Il entre en jeu à la place d'Eman Marković lors de cette rencontre perdue par son équipe (2-0 score final).
Le 21 juillet 2023, Kåhed prolonge son contrat avec l'IFK Göteborg, étant alors lié au club jusqu'en juin 2026.
Le 12 novembre 2023, Kåhed inscrit son premier but en professionnel lors d'une rencontre de championnat face au Varbergs BoIS. Titulaire, il marque le but égalisateur de son équipe, qui s'impose finalement par deux buts à un.

### En sélection
Lucas Kåhed représente la Suède en sélection, il commence avec les moins de 15 ans, jouant un match le 24 août 2017 contre la Finlande (1-1 score final).
Il joue un total de quatre matchs avec l'équipe de Suède des moins de 17 ans, tous en 2018.